# 모바일미
모바일미(MobileMe, 과거 iTools, .Mac)는 애플이 서비스하고 있는 가입형 (subscription-based) 온라인 서비스이다. 애플은 2008년 7월 9일 WWDC 2008에서, 기존의 .Mac 서비스를 모바일미(MobileMe)라는 이름으로 바꾸어 다시 개시하였다. OS X 사용자 뿐만 아니라, 마이크로소프트 윈도우, 아이폰, 아이패드, 아이팟 터치 사용자를 위한 서비스로 개선되었다.
애플의 중역 필립 쉴러는 모바일미를 " 마이크로소프트 익스체인지 서버를 쓰지 않는 사람들을 위한 마이크로소프트 익스체인지 서버"라고 소개하였다. 당시, 모든 .Mac 계정은 MobileMe 계정으로 자동으로 이동되었다.
이후 WWDC 2011에서 모바일 미의 후속인 아이클라우드 서비스가 발표되었다. 그 이후 애플은 더 이상 모바일 미의 유료 회원을 받고있지 않으며, 기존 유료 회원은 계정 만료 일자가 모두 2012년 6월 30일로 연장되었다.

## 서비스
아이툴즈(iTools)와 닷맥(.Mac) 서비스는 매킨토시를 갖고 있는 사람들을 위한 인터넷 서비스로서 태어났다. 아이툴즈(iTools)와 닷맥(.Mac) 서비스 사용자는 따로 @mac.com 전자우편 주소를 부여받았다. 2008년 아이폰 3G 등을 위한 서비스를 개시하면서, 서비스 이름은 모바일미로 바뀌었다. 또한 OS X 뿐만 아니라 아이폰 OS, 마이크로소프트 윈도우 등을 위한 서비스가 되었다. 모바일미의 가입자들은 "@me.com" 전자우편 주소를 부여받았다. 또한, 메일, iCal과 같은 OS X 전용 소프트웨어를 사용할 필요가 없어졌다. 또한, 인터넷에 연결된 컴퓨터만 있으면, "me.com" 웹 인터페이스를 통하거나 혹은 다른 여러 응용 프로그램 - 마이크로소프트 아웃룩 2003 혹은 이후 버전 등 - 을 통해 서비스에 올려둔 개인 데이터에 접근할 수 있게 되었다.
모바일미는 네트워크를 통해 주고받는 데이터(네트워크 트래픽)을 암호화 하지 않는다. 브라우저로 접근할 경우에는, 단지 로그인(login) 과정만 암호화될 뿐이다. 다른 메일, 캘린더, 주소록 데이터는 단순 텍스트(plain text)로 전송된다. 아이디스크(iDisk) 파일 전송도 또한 암호화되지 않는다. HTTPS를 지원하지 않는다는 이슈는 공용 Wi-Fi 스폿(spot)으로 접근하는 사람들에게 특히 문제가 된다.

### 저장소
모바일미의 저장소(스토리지, storage)에 대해서는 두 가지 다른 요금제가 있다. 인디비쥬얼(Individual) 요금제는 10 GB의 저장소와 월당 200 GB의 데이터 전송을 제공한다. 패밀리 팩(Family Pack) 요금제는 40 GB의 저장소를 제공하는데, 이는 20 GB의 저장소와 인당 5 GB 씩 4개의 전자우편 저장소로 구성된다. 모바일미 가입자들은 추가로 20 GB 혹은 40 GB 용량의 저장소를 구매할 수 있다.
모바일미의 동기화에는 몇 가지 한계가 있다. 노트들(notes, 맥 컴퓨터에서는 메일(Mail) 앱에서 작성, 아이폰에서는 노츠(Notes) 앱에서 관리)은 모바일미 서비스에서는 동기화(sync)되지 않는다. 또한, 온라인에서 읽거나 편집할 수 없다. 한데, 아이폰의 노트(notes)는 아이튠즈(iTunes) 소프트웨어를 사용하면 컴퓨터로 USB 연결을 통해 동기화 할 수 있다. 할 일 목록들(To Do lists, 맥 컴퓨터에서는 메일(Mail) 앱 및 아이캘(iCal) 앱에서 관리)은 모바일미 웹사이트에서 읽거나 편집할 수 있다. (아이캘(iCal) 탭 사용) 하지만 아이폰에서는 읽을 수 없다.
iOS 4.0 발표회에서 애플은 노트(notes)을 IMAP 프로토콜 상에서 동기화할 수 있게 할 것이라고 밝혔다.

### 주소록 및 캘린더
모바일미는 푸시 IMAP 기능을 이용하여 주소록 및 캘린더를 동기화하고 있다. 사용자가 어느한 장치에서 주소록을 수정하든가 하면, 이 사실은 모바일미 서버에 자동적으로 동기화된다. 또한, 이후에 사용자가 사용하고 있는 모든 아이폰, OS X 애드레스 북(응용 프로그램)이나 iCal, 마이크로소프트 윈도우 (2003 혹은 이후 버전)에도 동기화된다.
맥 컴퓨터의 iCal 상에서 추가해둔 서브스크립션 캘린더(subscription calendars)들은 모바일미 서비스에서 볼 수 없다. (단, 생일은 온라인에서 볼 수 있다. 그런데 이것은 주소록에서 수집한 정보이다. CalDAV 혹은 iCalendar (.ics) 서브스크립션 캘린더에서 수집한 정보가 아니다.) 거꾸로, 아이폰 주소록의 생일은 캘린더 앱에서 볼 수 없다. (주소록에서 일일이 찾아봐야 한다.) 하지만 서브스크립션 캘린더들은 설정만 잘 하면 캘린더 앱에서 볼 수 있다. 다음과 같이 설정한다: Settings>Mail, Contacts, Calendar>Add Account.

### 모바일미 갤러리
모바일미는 공용 사진 및 비디오 갤러리 기능을 갖고 있다. 사진은 "me.com"을 통해 웹 브라우저를 가지고 올릴 수 있다. 이것은 OS X 상의 아이포토 혹은 애퍼처 (사진 소프트웨어)와 동기화된다. 또한, 사용자들은 아이포토(iPhoto) 및 아이무비(iMovie) 등을 가지고 사진을 업로드할 수 있다. 또한 특정 전자우편 주소를 부여하여 거기로 전자우편을 보내면 사진이 올라가게 해 주는 기능도 있다. 또한, 사용자가 모바일 기기(아이폰이나 아이팟 터치)를 통해 사진을 올리면, 아이포토 혹은 애퍼처 (사진 소프트웨어)와 동기화된다.

### 아이디스크
모바일미는 저장소인 아이디스크(iDisk) 기능을 갖고 있다. "me.com"에 웹브라우저를 가지고 접근하거나, OS X의 파인더를 통해 접근하거나, 마이크로소프트 윈도우의 원격지 디스크로서 접근하거나, iOS 상에서 작동되는 여러 앱스토어 앱들을 통해 접근할 수 있다. 사용자는 아이디스크 공용 폴더(Public Folder)에 파일을 올려두고 패스워드(password)를 걸어 두는 식으로 파일을 공유할 수 있다.

### 아이웹 퍼블리시
맥 OS X v10.5 혹은 이후 버전 사용자는 아이라이프 08 혹은 아이라이프 09 소프트웨어를 사용하여, 모바일미 계정에 상당하는 웹사이트를 만들(publish) 수 있다. 사용자가 갖고 있는 도메인 이름으로 웹사이트를 출판하거나, "me.com" 도메인 이름으로 웹사이트를 출판할 수 있다. iWeb을 가지고 있지 않은 사용자들도 파일을 웹 사이트에 올려 웹사이트를 출판할(publish) 수 있다. 단, PHP와 같은 스크립트 언어는 지원하지 않는다.

### 웹 애플리케이션
모바일미는 Ajax 및 DHTML 기술을 사용한다. 이렇게 함으로써 데스크톱 응용 프로그램의 룩 앤 필을 답습하고 있다. "me.com" 상의 응용 프로그램으로서는 전자우편(Mail), 주소록(Contacts), 캘린더, 갤러리, 아이디스크(iDisk) 액세스 등이 있다. 대부분의 me.com 웹 애플리케이션은 스프라웃코어(SproutCore) 자바스크립트 프레임워크에 기반하고 있다. 사용자들은 여러 설정을 바꿀 수 있는데, 전자우편 별명(alias)라든지 아이웹 웹출판 기능을 위한 도메인 이름 등이다.
"me.com"에서 지원되는 브라우저는 사파리 (버전 3 혹은 그 이후 버전), 모질라 파이어폭스 (버전 2 혹은 그 이후 버전, OS X 혹은 윈도)이다. 인터넷 익스플로러 7 버전은 완벽히 지원되지 않는다.
모바일미는 리눅스 상에서도 접근가능하다. 파이어폭스 3 버전을 쓰면되는데, 처음 접속 시 경고 메시지가 뜨지만 무시하면 된다. 리눅스 상의 캉커러 브라우저로도 접근이 가능한데, 이는 애플에 의해 공식 확인된 사실은 아니다.

### 아이챗/AIM
모바일미 사용자는 "@mac.com" 혹은 "@me.com" 계정을 가지고 AOL 인스턴트 메신저 서비스에 접근할 수 있다. MobileMe 접속은 SSL 암호화를 통해 암호화된다. 아이챗(iChat) 사용자들은 다른 아이챗 사용자들과 대화 시 대화 내용을 암호화시킬 수 있다. 모바일미 챗(chat) 계정을 아이폰이나 아이팟 터치를 통해 접근할 수도 있다. AOL이 제공하는 무료 혹은 유료 AOL 인스턴트 메신저 앱을 쓰면 된다.

### PC 동기화
PC와 모바일미 데이터를 서로 동기화하기 위해서는 모바일미 콘트롤 패널(MobileMe Control Panel)을 다운로드하여 설치해두어야 한다. 설치를 위해서는 아이튠즈(iTunes) 최신버전을 먼저 설치하고 그 다음 모바일미 컨트롤 패널(MobileMe Control Panel)을 설치하면 된다. 계정이름과 패스워드(password)를 통해 서비스에 로그인한 후에는 동기화 설정 및 기타 설정을 바꿀 수 있다.

## 유료 가입
애플은 아이클라우드 서비스 발표 이후 더 이상 모바일 미의 유료가입자를 받고 있지 않다. 기존의 유료 회원은 계정 만료 일자가 2012년 6월 30일로 연장되었고, 아이클라우드의 정식 발표 이후 기존 유료계정을 아이클라우드 계정으로의 변환을 지원한다.

## OS와의 통합

### OS X
예전 닷맥(.Mac)과 아이툴즈(iTools)이 그러했던 것처럼, 모바일미는 OS X과 밀접히 통합(Integration)되어 있다. 모바일미 계정이 있다면 여러 응용 프로그램의 기능들이 확장된다. 특히 아이라이프(iLife) 스위트에서 강력하다. 모든 iDisk 디스크는 다른 디스크가 OS에 마운트(mount)되듯이 똑같이 마운트된다. 다른 사용자의 iDisk 디스크를 OS에 마운트(mount)시킬 수도 있다. 예전에 닷맥(.Mac)에는 이런 방식으로 무료 프로그램을 다운로드 많이 하였다. 인터넷에 연결 안 된 상태에서도, iDisk 디스크에 파일 업로드할 파일을 대기시켜 둘 수 있다. 나중에 iDisk 디스크가 연결되면 파일이 업로드된다. iDisk 명령들은 파인더의 "Go" 메뉴 아래 있다.
여러 컴퓨터 간의 쉬운 동기화를 위해, 모든 주소록 주소들, iCal 이벤트들 및 할 일(To-Do)들, 사파리 (웹 브라우저) 북마크들 및 애플 키체인 키체인즈, 전자우편 계정들, 전자우편 규칙(rules)들, 전자우편 사인(signatures)들, 스마트 메일박스(smart mailbox)들이 iDisk를 가지고 동기화될 수 있다. 아이웹을 사용하면 웹사이트를 만들고 그것을 출판할 수 있다. 아이포토를 가지고서는 단 한 번만의 클릭(one-click)으로 사진 앨범을 웹으로 출판할 수 있다. iCal을 사용하여 웹으로 캘린더를 보낼 수 있다. 백업 (소프트웨어)를 사용하면, 안방의 미디어를 웹으로 백업해 둘 수 있다.
아이무비(iMovie), 아이포토(iPhoto), GarageBand 및 아이튠즈(iTunes) 라이브러리들도 아이디스크로 업로드될 수 있다. (여러 라이선스의 통제를 받는다.)

### 아이폰
모바일미는 수많은 아이폰 및 아이팟 터치 앱들과 통합된다. iCal 동기화를 사용함으로써 캘린더가 동기화되고, 주소록은 아이폰 등의 주소록(contacts)와 동기화된다. 또한 애플 메일 계정과 동기화된다. 사파리의 즐겨찾기(북마크)도 여러 애플 기기들과 동기화된다. 애플은 아이폰 및 아이팟 터치를 위한 iDisk 앱을 선보였다. 모바일미 가입자로 하여금 아이폰이나 아이팟 터치를 이용하여 iDisk의 파일들을 쉽게 접근할 수 있게 해 준다. 또한, 모바일 미 사진 갤러리를 접근하게 해 주는 또 다른 앱도 개발되어 있다.MyGallery,

### 파인드 마이 아이폰(Find my iPhone)
파인드 마이 아이폰(Find My iPhone)이라는 서비스를 통해, 모바일미 가입자들은 me.com으로 접속하면 등록된 아이폰이나 아이팟 터치 혹은 아이패드의 위치를 추적할 수 있다. 사용자들은 지도 상에서 기기의 위치를 확인할 수 있다. 또한, 사용자들은 기기로 메시지를 보내거나, 기기로 어떤 소리를 내게 하거나, 기기의 비밀번호를 바꾸거나, 기기 내의 중요한 콘텐츠들을 원격으로 지우거나 할 수 있다.

## 접근 가능한 URL 서브도메인
모바일미 가입자들은 다음과 같은 URL 서브도메인 액세스 포인트(access points)를 통해서도 각각의 기능에 접근할 수 있다. 모바일미 가입자들은 이를 통해 직접적인 웹 접근을 할 수 있다. 갤러리, 공용 폴더, 개인 웹사이트, 공용 캘린더 등에 접근할 수 있다.
- http://www.me.com – 가입자 로긴.
- http://gallery.me.com/<username> – 가입자 사진/비디오 갤러리.
- http://public.me.com/<username> – 가입자 공용 폴더.
- http://web.me.com/<username> – 가입자 개인 웹페이지.
- http://ical.me.com/<username>/<calendar name> – 가입자 개인 캘린더 출판. 여러 개의 캘린더가 출판될 수 있다.